# Trois Grands Hiérarques
Pour les articles homonymes, voir Trois Hiérarques (homonymie).
Les Trois Grands Hiérarques (en grec ancien : Οἱ Τρεῖς Ἱεράρχαι) du christianisme oriental sont Basile le Grand (Basile de Césarée), Grégoire le Théologien (Grégoire de Nazianze) et Jean Chrysostome. Évêques très influents de l'Église primitive, ils ont joué un rôle central dans l'élaboration de la théologie chrétienne.
Dans le christianisme oriental, ils sont connus sous le nom des Trois Grands Hiérarques et comme enseignants œcuméniques. Dans le catholicisme, ils sont honorés en tant que docteurs de l'Église. Ils sont tous trois vénérés comme saints dans l'orthodoxie orientale, le catholicisme, l'anglicanisme et d'autres Églises.

## Origine du terme
Les disputes faisaient rage à Constantinople au XIe siècle pour savoir lequel des Trois Hiérarques était le plus grand. Un premier groupe soutenait que Basile était supérieur aux deux autres en raison de ses explications de la foi chrétienne et de son exemple monastique. Les partisans de Jean Chrysostome rétorquaient que l'archevêque de Constantinople, « Jean Bouche d'Or » (grec ancien : Χρυσόστομος), était inégalé à la fois dans l'éloquence et dans son talent pour amener les pécheurs à la repentance. Un troisième groupe préférait l'ami proche de Basile, Grégoire le Théologien, en raison de la majesté, de la pureté et de la profondeur de ses homélies et de sa défense de la foi contre l'hérésie arienne.
Tous trois ont des jours de fête distincts en janvier : Basile le 1er janvier, Grégoire le 25 et Jean Chrysostome le 27. Les Églises orientales enseignent que les Trois Hiérarques sont apparus ensemble dans une vision à saint Jean Mavropous, évêque d'Euchaita, en l'an 1084, disant qu'ils étaient égaux devant Dieu : « Il n'y a pas de division entre nous, ni d'opposition les uns contre les autres ». Une fête commune le 30 janvier a été instaurée vers 1100 sous l'empereur byzantin Alexis Ier Comnène.

## Voir aussi

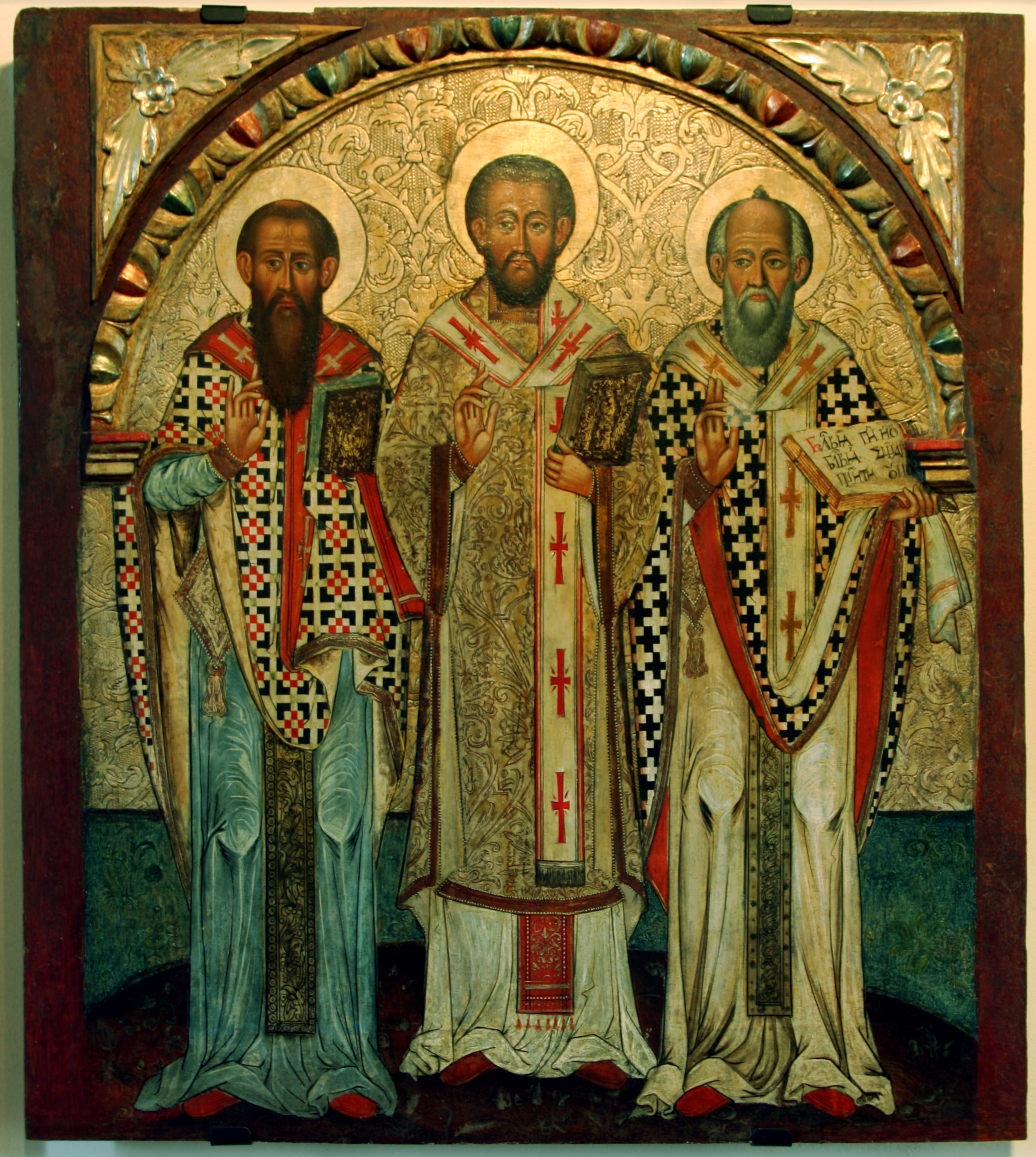
Icône représentant les Trois Hiérarques, musée historique de Sanok (Pologne).